# ایگور کلودینسکی
ایگور کلودینسکی (انگلیسی: Igor Kolodinsky؛ زادهٔ ۷ ژوئیهٔ ۱۹۸۳) یک بازیکن والیبال است. 